# Victorino Silva Cunha
Victorino Silva Cunha, né en 1945 à Aveiro, au Portugal, est un ancien entraîneur portugais de basket-ball.  

## Palmarès
- Finaliste du championnat d'Afrique 1985
- Champion d'Afrique 1989, 1992, 1993
- 3e du championnat d'Afrique 1987